# East Hope
East Hope é uma cidade localizada no estado americano de Idaho, no Condado de Bonner.

## Demografia
Segundo o censo americano de 2000, a sua população era de 200 habitantes.
Em 2006, foi estimada uma população de 219, um aumento de 19 (9.5%).

## Geografia
De acordo com o United States Census Bureau tem uma área de
1,5 km², dos quais 1,4 km² cobertos por terra e 0,1 km² cobertos por água.

## Localidades na vizinhança
O diagrama seguinte representa as localidades num raio de 24 km ao redor de East Hope.